# NGC 278
NGC 278 je galaksija u zviježđu Kasiopeja.

## Vanjske poveznice
- SEDS: NGC 278